# Barnett Newman

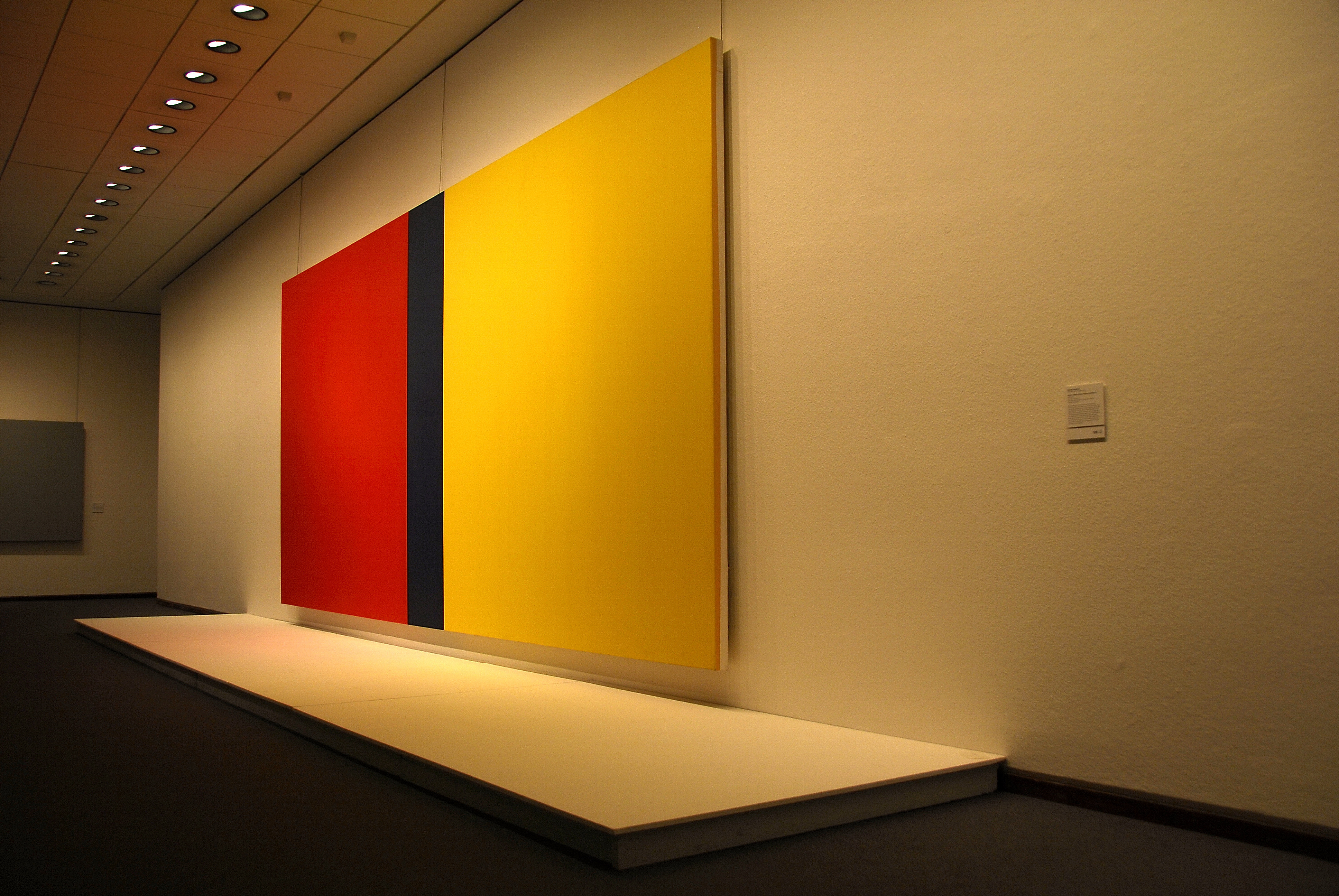
Obraz artysty w Berlinie

Barnett Newman (ur. 29 stycznia 1905 w Nowym Jorku, zm. 4 lipca 1970 tamże) – amerykański malarz, przedstawiciel color field painting.

## Życiorys
Jego rodzice, Abraham i Anna, pochodzili z Łomży. Barnett miał pogodne dzieciństwo, był dobrym i niekłopotliwym uczniem. W wieku siedemnastu lat postanowił poświęcić się sztuce. Rozpoczął studia w Art Students League of New York. Będąc na trzecim roku, poznał i zaprzyjaźnił się z nowo przyjętym Markiem Rothko, z którym łączyły go później wspólne działania i poglądy na sztukę.
W 1927 Barnett Newman został absolwentem Bachelor of Arts w nowojorskim City College. W tym też czasie zainteresował się polityką, publikował na ten temat, bliskie mu były poglądy anarchistów. W 1933 wziął udział w wyborach na urząd mera Nowego Jorku, ale bez powodzenia.
W 1936 ożenił się z Annalee Greenhouse.
Wraz z Markiem Rothko oraz Williamem Baziotesem i Robertem Motherwellem w 1948 założył akademię Subjects of the Artist, która stała się miejscem regularnych cotygodniowych spotkań przedstawicieli nowojorskiej awangardy.
Barnett Newman, podobnie jak Rothko, pracował jako nauczyciel. Oprócz malarstwa miał inne pasje; poświęcał dużo czasu studiom botanicznym i ornitologicznym, a także sztuce prekolumbijskiej, w związku z którą w 1944 roku zorganizował wystawę w Wakefield Gallery w Nowym Jorku. Podobnie jak dla innych artystów szkoły nowojorskiej, punktem wyjścia do rozważań na temat sztuki była dla niego literatura. Zafascynowany Ulissesem Joyce’a sam rozpoczął pisanie powieści, czego jednak szybko zaniechał.
Rzadko prezentował swoje kompozycje, zniechęcony i zawiedziony reakcjami krytyki, z jakimi się spotkał po pierwszych wystawach indywidualnych. Eksperymentował nie tylko w malarstwie, ale również w rzeźbie, litografii, architekturze.
Zmarł w 1970 na atak serca, podczas przygotowań do dużej wystawy retrospektywnej swoich prac.

## Twórczość
Realizację wielkich formatów Newman rozpoczął około 1949 roku. Do najważniejszych dzieł z tego okresu należą Day Before One i Day One, pomyślane jako dyptyk. Już podczas pracy nad nimi Newman liczył się z tym, że olbrzymie rozmiary płócien, mających 3,5 m wysokości, będą znacznie utrudniać ich sprzedaż oraz ekspozycję. Zakładał, że raczej obejrzą je w jego pracowni jedynie przyjaciele. Jednak nie miało to dla niego większego znaczenia, najbardziej cenił sobie doświadczenie malarskie, zmierzenie się z formatem, koncepcją, fakturą dzieła.
Aby zanurzyć obserwatora w kolorze, podobnie jak inni twórcy color field, dążył do stworzenia idealnie gładkiej powierzchni obrazu. Szukał w związku z tym, ze zmiennym powodzeniem, najbardziej odpowiedniej techniki malarskiej, od farby olejnej, poprzez temperę, po farbę akrylową.
Podobnie jak Rothko drążył temat, wracając do niego wiele razy. Powiedział w związku z tym: Myślę, że idea dzieła 'ukończonego' jest fikcją. Wydaje mi się, że człowiek przez całe życie pracuje nad jednym obrazem, nad jedną rzeźbą. Pytanie kiedy należy się zatrzymać, należy do sfery moralnej.
Charakterystyczne w twórczości Newmana jest prowadzenie przez środek płótna pionowej linii, która rozdziela, a zarazem łączy przestrzeń dzieła. Ten motyw w swoich kompozycjach określał żartobliwie zamkiem błyskawicznym. Nadaje on rytm obrazom, porządkuje olbrzymią przestrzeń. W celu zapewnienia idealnej bieli, przed przystąpieniem do malowania artysta naklejał na płótno taśmę samoprzylepną, którą usuwał po skończeniu pracy. Biały pas podłoża miał za zadanie skupić wzrok obserwatora, i poprzez wrażenie przybliżania go, sprawić złudzenie ruchu w kompozycji.
Dla Barnetta Newmana sztuka nie była wartością ostateczną, traktował ją jako narzędzie wiodące do sublimacji, do zespolenia człowieka z absolutem. Odrzucał tradycyjne idee łączące sztukę z pięknem, które wiązał z europejską kulturą.